# Cancer de la vulve

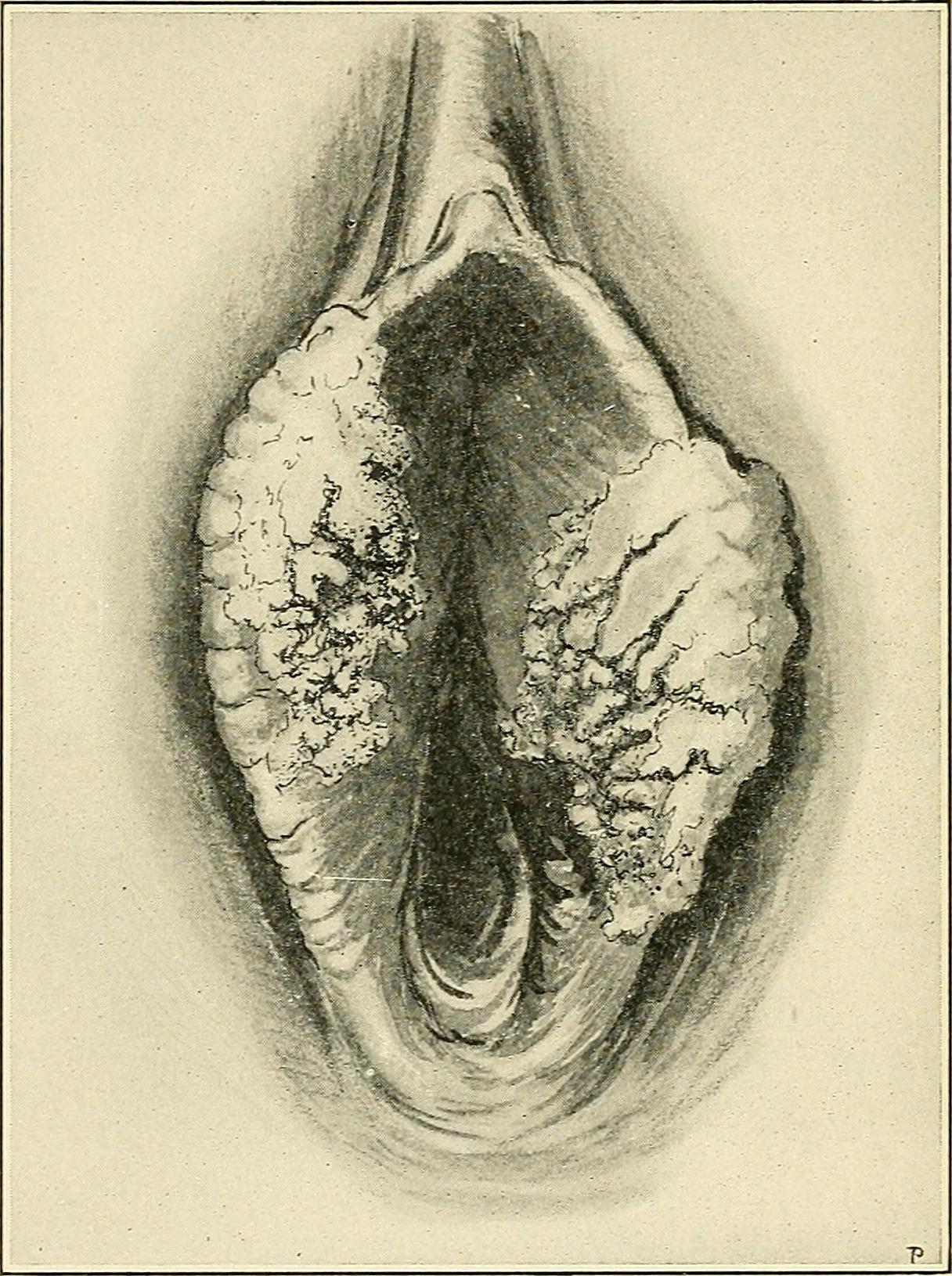
Carcinome de la vulve

Le cancer de la vulve est une excroissance de tissu maligne et invasive dans la vulve. Cette maladie constitue 0,6 % de tous les diagnostics de cancer ;
5 % de tous les cancers gynécologiques aux États-Unis.
La grande lèvre est le site le plus habituel de cette maladie, puisqu'environ 50 % de tous les cas s'y développent, suivie par la petite lèvre.
Le clitoris et les glandes de Bartholin sont rarement atteints.
Le cancer vulvaire est une maladie distincte de la néoplasie intraépithéliale vulvaire (en) (VIN), une lésion superficielle de l'épithélium qui ne s'est pas propagée dans la membrane basale. La VIN peut toutefois progresser au point de devenir un carcinome in situ, puis des cellules cancéreuses du squame.